# Ćurilac
Ćurilac este un sat din comuna Danilovgrad, Muntenegru. Conform datelor de la recensământul din 2003, localitatea are 489 de locuitori (la recensământul din 1991 erau 642 de locuitori).

## Demografie
În satul Ćurilac locuiesc 366 de persoane adulte, iar vârsta medie a populației este de 36,5 de ani (34,9 la bărbați și 38,0 la femei). În localitate sunt 143 de gospodării, iar numărul mediu de membri în gospodărie este de 3,42.
|  |

| Demografie | Demografie | Demografie |
| An         | Locuitori  | Locuitori  |
| ---------- | ---------- | ---------- |
|            |            |            |
|            |            |            |
|            |            |            |
|            |            |            |
| 1948       | 414        |            |
| 1953       | 261        |            |
| 1961       | 525        |            |
| 1971       | 401        |            |
| 1981       | 571        |            |
| 1991       | 642        | 632        |
| 2003       | 494        | 489        |

| \| Componența etnică conform recensământului din 2003[2] \| Componența etnică conform recensământului din 2003[2] \| Componența etnică conform recensământului din 2003[2] \| Componența etnică conform recensământului din 2003[2] \| Componența etnică conform recensământului din 2003[2] \| \| ----------------------------------------------------- \| ----------------------------------------------------- \| ----------------------------------------------------- \| ----------------------------------------------------- \| ----------------------------------------------------- \| \| \| \| \| \| \| \| Muntenegreni \| Muntenegreni \| \| 335 \| 68,5% \| \| Sârbi \| Sârbi \| \| 149 \| 30,47% \| \| Croați \| Croați \| \| 2 \| 0,4% \| \| Rusi \| Rusi \| \| 1 \| 0,2% \| \| necunoscută \| necunoscută \| \| 0 \| 0% \| |              |  |     |        |
| Componența etnică conform recensământului din 2003 |              |  |     |        |
| |              |  |     |        |
| Muntenegreni | Muntenegreni |  | 335 | 68,5%  |
| Sârbi | Sârbi        |  | 149 | 30,47% |
| Croați | Croați       |  | 2   | 0,4%   |
| Rusi | Rusi         |  | 1   | 0,2%   |
| necunoscută | necunoscută  |  | 0   | 0%     |